# Kylie: Evidence
Kylie: Evidence, anche noto semplicemente come Kylie, è un libro fotografico della cantante australiana Kylie Minogue, rilasciato il 28 ottobre 1999 in Australia e nel Regno Unito dalla casa editrice Booth-Clibborn Editions. Nel marzo 2000 è seguita una ristampa, visto l'ampio successo del primo lancio. 
Si compone di 152 pagine ed è stato stampato in formato copertina rigida, di colore fucsia, custodito all'interno di una custodia di cartone bianco al di sopra della quale vi è stampato il braccio della cantante a dimensioni naturali, con addosso una polsiera colorata con la scritta "Kylie".

## Descrizione
Il libro è stato descritto come un autoritratto delle molteplici personalità della Minogue, sia pubbliche che private, riflesse negli occhi di diversi fotografi e viste da se stessa. Kylie combina molti scatti fotografici a rappresentazioni di altra natura (come disegni, oggetti o bozzetti) per trasmettere la strana frammentazione del sé che si verifica nella vita delle icone mediatiche internazionali. L'opera presenta un'introduzione di Kylie stessa e include un testo in conversazione tra lei medesima e il giornalista musicale Chris Heath. Inoltre, artisti, fotografi, scrittori, accademici, pop star e attori offrono la propria risposta a Kylie attraverso parole e immagini. Intervengono, tra gli altri, Elton John, Bono e Nick Cave.
Il libro include anche materiale visivo tratto dagli archivi personali della Minogue, che spaziano dai primi memorabilia di Neighbours, documentando il fenomeno globale di Charlene con oggetti come "lunch-box" e t-shirt, fino agli scatti dei fan, ritratti spontanei, copertine dei magazine e servizi fotografici più recenti realizzati da alcuni dei migliori fotografi del mondo, tra cui Ellen von Unwerth e Stephanie Sednaoui.
Il libro, oltre a includere la foto a dimensioni naturali del braccio della cantante, contiene anche altre immagini legate alla sua fisicità, come l'impronta del piede o la palette dei colori del suo aspetto fisico. In aggiunta, ad aprire l'opera vi sono le immagini della statua di cera della popstar, realizzata dal Madame Tussauds londinese nel 1989 e che pertanto mostra i segni del tempo. Al contrario, chiudono il libro gli scatti della nuova statua esposta a partire dal 1998, in sostituzione della sopracitata.

## Pubblicazione

Kylie: Evidence

Il libro è stato lanciato il 28 ottobre 1999 solo per il mercato australiano e inglese, in formato copertina rigida con dimensioni 25,6 x 38,1cm.
Per il lancio, Kylie ha tenuto il 21 ottobre a Londra un evento firma-copie per i fan presso Selfridges, a cui è seguita una festa al Six Degrees Bar  alla quale hanno presenziato ospiti del calibro di Julien MacDonald. In Australia, Kylie ha firmato il libro a Sydney il 10 novembre e sempre nello stesso mese anche a Brisbane e Melbourne. 
Ad oggi il libro è fuori produzione e considerato un oggetto raro da collezione.